# 同朋高等学校
同朋高等学校（どうほうこうとうがっこう、英称：Doho High School）は、愛知県名古屋市中村区稲葉地町にある学校法人同朋学園が運営する私立高等学校。真宗大谷派学校連合会の1つ。略称は「同朋」、「同朋高校」。

## 概観
校名の「同朋」は、建学の精神でもある「同朋和敬」の意を示し、宗祖親鸞の書簡に見られる「御同朋」によるもの。
1958年に設置され、2008年に創立50周年記念式典を行った。
1985年公開の映画「それぞれの旅立ち」のロケが、同校校舎を使用して行われた。
2006年には18代目中村勘三郎が、歌舞伎史上初めて学校体育館での襲名披露歌舞伎興行「名古屋平成中村座」を行った。また、2024年には中村勘九郎と中村七之助を中心に、「十八世中村勘三郎十三回忌追善名古屋平成中村座同朋高校公演」を開催した。
2025年度から、ドイツ・ブンデスリーガに所属するボルシアMGとの間でスポーツ・パートナーシップ契約を締結している。

### 建学の理念
- 同朋和敬
- "共なるいのち"を生きる

### 教育方針
- 仏教精神に基づき、全人教育を通して、正しい世界観を持つ個性豊かな人間を育成する。

### 校訓
- 真理探究
- 相互和敬
- 体位向上

### 教育目標
- 深い理解力と健全な批判力を養い、もってわが国文化の創造に寄与する人間を育成する。
- 仏教的情操による相互和敬の精神を涵養し、社会秩序を重んじる人間を育成する。
- 健全な心と身体をつくり、積極的に働くことを喜ぶ人間を育成する。

## 沿革

### 年表
- 1958年
  - 3月：「東海同朋大学附属高等学校」として設立認可 普通科6学級編成
  - 4月：第1学年普通科2学級にて開校
  - 9月：校旗制定
  - 9月：商業科6学級設置認可
- 1959年2月：校名変更「同朋高等学校」と改称
- 1967年4月：音楽科、衛生看護科開設
- 1972年
  - 10月：創立15周年記念式典挙行
  - 10月：校歌制定（作詞：サトウハチロー　作曲：川島博）
- 1979年6月：新体育館完成
- 1988年3月：校舎増築完成（現在のC号館）
- 1995年3月：新校舎完成（現在のB号館）
- 1997年9月：全教室冷暖房設置
- 1998年4月：自由服登校開始
- 1999年2月：衛生看護科募集停止
- 2002年：大治馬場設置
- 2003年：大治農園設置
- 2004年
  - 3月：新校舎完成（現在のD号館）
  - 12月：事務A号館完成
- 2006年9月：体育館を改装し、歌舞伎公演名古屋平成中村座がおこなわれる
- 2007年4月：標準服（いわゆる制服）改定
- 2008年
  - 5月：親鸞聖人立像設置
  - 12月：創立50周年記念式典挙行
- 2011年1月：校舎増築完成（現在のC号館）
- 2012年
  - 3月：校舎改修工事（現在のB号館）
  - 8月：校舎改修工事（現在のC号館）
- 2013年：グラウンド改修（人工芝グラウンド設置）
- 2017年：音楽科50周年記念演奏会を開催
- 2018年：全館にWi-Fi設置、全普通教室にプロジェクタ設置
- 2021年：同朋学園創立100周年
- 2022年：1人1台のタブレット端末導入
- 2024年：「十八世中村勘三郎十三回忌追善 名古屋平成中村座同朋高校公演」開催
- 2025年：ドイツ・ブンデスリーガに所属するボルシアMGとの間でスポーツ・パートナーシップ契約を締結

## 基礎データ

### 所在地
- 愛知県名古屋市中村区稲葉地町7丁目1

### アクセス
- 名古屋市営地下鉄東山線 中村公園駅から徒歩約15分。
- 名古屋市営バス中村13号系統・栄24号系統「鴨付町」バス停下車、歩いてすぐ。

### 象徴

#### 校章

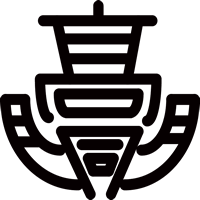
同朋高等学校校章

学校設立時より男女共学を骨子とする同校は、みな同等に、あたかも「月」の字が双方仲良く肩を並べているような「和敬の精神」を基調としている。
両翼に心理を学びとる学究精神と、強肩なる身体を育成してこそ、文化発展に寄与する人材を養成することができるという、教育方針を図案化したデザイン。

#### コミュニケーションマーク

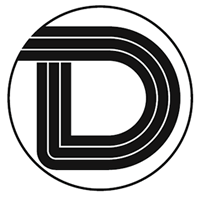
同朋高等学校コミュニケーションマーク

学園の建学精神である「"共なるいのち"をいきる」をあらわしたデザイン。
中央の「D」の文字をあらわす3本の線は、次の意味がある。
- 普通科・商業科・音楽科
- 生徒・保護者・教職員
- 自己・他者・社会
- 過去・現在・未来

多彩な配色アレンジを可能とすることで、同校のフレキシブルな姿勢をあらわしてる。

#### 制服エンブレム「Dクラウン」

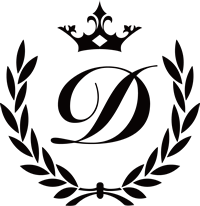
同朋高等学校制服エンブレム

2017年度採用新制服デザインのエンブレム「Dクラウン」。
互いの個性を尊重しあいながら、高みを目指そうとする学校の姿勢からデザインした。
ジャケットエンブレム、ジャケットボタン、リボン、ネクタイ、長袖シャツ、半袖シャツに使用。

#### タグライン
- JOYFUL! DOHO LIFE!　自分たちで挑戦できるって、きっと楽しい。

#### VI(ビジュアルアイデンティティ）カラー
|  |  | 千草色 |

### 併設校
- 同朋大学
- 名古屋造形大学
- 名古屋音楽大学
- 同朋幼稚園

## 学校行事

### 主なスケジュール
- 4月 - 入学式、始業式、フレッシュマン合宿、校外研修(遠足)、上山研修
- 5月 - ウエサカ祭、体育大会
- 6月 - 学園創立記念日
- 7月 - 終業式、各種講演会
- 8月 - オーストラリア語学研修
- 9月 - 始業式、文化祭
- 11月 - 報恩講、学園研鑽日
- 12月 - 修学旅行（普通科・商業科）、終業式
- 1月 - 始業式
- 2月 - 卒業式、修学旅行（音楽科）
- 3月 - 修了式
- 毎月28日 - 見真の日

### 芸術鑑賞
芸術鑑賞は、6月もしくは7月実施を基本としている。
- 2006年9月：十八代目中村勘三郎襲名披露「名古屋平成中村座」（全校生徒）
- 2007年6月：劇団四季ミュージカル「アイーダ」（3年生）
- 2007年11月：シルク・ドゥ・ソレイユ「ドラリオン」（1・2年生）
- 2008年6月：スーパー歌舞伎「ヤマトタケル」（全校生徒）
- 2009年6月：わらび座ミュージカル「火の鳥 鳳凰編」（全校生徒）
- 2010年6月：劇団四季ミュージカル「オペラ座の怪人」（全校生徒）
- 2011年6月：スーパー歌舞伎「新・水滸伝」（全校生徒）
- 2012年7月：劇団四季ミュージカル「ウィキッド」（全校生徒）
- 2013年7月：劇団四季ミュージカル「サウンド・オブ・ミュージック」（全校生徒）
- 2014年6月：音楽座ミュージカル「泣かないで」（全校生徒）
- 2015年6月：ミュージカル「レ・ミゼラブル」（全校生徒）
- 2016年7月：アフリカン・パフォーマンス「ドラムストラック」（全校生徒）
- 2017年7月：劇団四季ミュージカル「リトル・マーメイド」（全校生徒）
- 2018年7月：和太鼓集団「鼓童」（全校生徒）
- 2019年7月：わらび座ミュージカル「ジパング青春期～慶長遣欧使節団出帆～」（全校生徒）
- 2020年：新型コロナウイルス感染症対策のため中止
- 2021年7月：蛯名健一、Fantastic TOKYO、Kajiiによるパフォーマンスショー（全校生徒）
- 2022年7月：青年劇場「きみはいくさに征ったけれど」（全校生徒）
- 2023年7月：TEAMパフォーマンスラボ「DEAR」（3年生）
- 2024年3月：十八世中村勘三郎十三回忌追善名古屋平成中村座「弁天娘女男白浪・身替座禅」（1・2年生と3年生有志生徒）
- 2024年7月：音楽座ミュージカル「SUNDAY」（全校生徒）
- 2025年7月：EMPTY KRAFTによるライブパフォーマンス

## 自主活動
同朋高校では、生徒会活動、部活動など、生徒主導で活動することを「自主活動」と呼んでいる。

### 生徒会執行部
選挙により役員が選出される。各種行事のほか、要求実現運動に積極的に関与している。

### クラス連合
各クラスの委員長および副委員長から成り立つ組織。学年ごとに存在し、各学年の課題や要求実現のために、クラスの壁を越え活動している。

### 実行委員会
体育大会・文化祭・卒業式といった大きな行事や、名古屋平成中村座・ケニア支援のようなプロジェクト的な活動を行う際に結成される。各クラスから選出された実行委員などによって組織している。

## 部活動

### 運動部
- 柔道部
- 剣道部
- 野球部
- 陸上競技部
- 男子サッカー部
- 女子蹴球部
- 男子ソフトボール部
- 女子ソフトボール部
- ハンドボール部
- 男子テニス部
- 女子テニス部
- 男子バスケットボール部
- 女子バスケットボール部
- 男子バレーボール部
- 女子バレーボール部
- バドミントン部
- バトン部
- 卓球部
- ラグビー部
- ダンス部
- つり同好会

### 文化部
- 放送部
- 吹奏楽部
- 情報処理部
- 演劇部
- 美術部
- 写真部
- 茶道部
- 書道部
- 映画研究部
- 文芸部
- 囲碁将棋部
- 漫画研究部
- 料理研究部
- 合唱部
- フォークソング部
- 自然哲学研究会
- 手話同好会

## 国際交流
希望者はオーストラリアに短期留学（夏休みに約2週間）と中期留学（3学期に約3ヶ月間）することができる。そのほかにも、教育条件が整わないケニアを支援する活動や、スリランカ沖地震支援などの国際貢献活動を行ったことがある。

## 高校関係者と組織

### 同窓会
準外部組織として「同朋高等学校同窓会」がある。
所在地は高校事務棟（A号館）2階。

### 同窓会・歴代会長
- 初代：小山義文（S36～S48）
- 2代目：本多修一郎（S48～H3）
- 3代目：植田剛（H3～H22）
- 4代目：宗像英彦（H22～H29）
- 5代目：横井有希・増田望（H29〜）

### 著名な出身者
- 藤田六郎兵衛 - 能楽笛方 藤田流十一代家元 （1972年音楽科卒業）
- 水野きみこ - 元女性歌手、元アイドル (1981年入学　その後堀越高等学校へ転学)
- 藤山茂 - 柔道家、同校教諭・柔道部監督 （1989年普通科卒業　元アジアチャンピオン）
- 杉村英子 - 柔道家（1990年普通科卒業　元福岡国際チャンピオン）
- 大山鎬則 - 俳優、声優、劇作家 （1992年普通科卒業）
- 近藤名奈 - シンガーソングライター、ヴォイスカスタマイザー（1992年普通科卒業）
- 菅原雅兼 - 元プロボクサー OPBF東洋太平洋スーパーバンタム級元王者（1993年普通科卒業）
- オユンナ - シンガーソングライター （1994年音楽科卒業）
- 石川祐支 - チェリスト （1995年音楽科卒業）
- 大橋弘政 - 元プロボクサー OPBF東洋太平洋スーパーバンタム級元王者（1998年普通科卒業）
- 藤井裕子（旧姓：中野） - 柔道家、ブラジル柔道ナショナルチーム・テクニカルコーディネーター　元イギリス柔道ナショナルチーム・コーチ （2001年普通科卒業）
- 岸田メル - イラストレーター （2002年普通科卒業）
- あきいちこ - 歌手、シンガーソングライター （2003年普通科卒業）
- Daiki - プロマジシャン（2006年普通科卒業）
- 古川愛李 - イラストレーター、元アイドル（元SKE48のメンバー）（2008年商業科卒業）
- 平田了祐 - ミュージカル俳優　劇団四季所属（2011年音楽科声楽専攻卒業）
- 関本（イノシカチョウ） - お笑いタレント、吉本興業大阪本社所属（2012年卒業）
- 平松賢人 - タレント、俳優、歌手（2013年普通科卒業）
- 吉原雅斗 - タレント、俳優、歌手（2013年普通科卒業）
- 水野可菜 - 友禅職人（2014年普通科卒業）
- 倉橋由衣 - ミュージカル俳優　劇団四季所属（2017年音楽科声楽専攻ミュージカルコース卒業）
- 足立佳奈 - シンガーソングライター（2018年音楽科声楽専攻ミュージカルコース卒業）
- 清水美依紗 - 女優、声優、タレント、YouTuber（2018年音楽科声楽専攻声楽コース卒業）
- 野村信朗 - 狂言師（2020年音楽科声楽専攻声楽コース卒業）
- 山西菜音 - 音楽座所属・ミュージカル俳優（2021年音楽科声楽専攻ミュージカルコース卒業）
- 熊谷真里 - ファッションモデル（2022年普通科卒業）
- 増田彩乃 - タレント、モデル、アイドル（CUTIE STREETのメンバー）　(2022年普通科卒業）